# Bodianus rubrisos
 Bodianus rubrisos és una espècie de peix de la família dels làbrids i de l'ordre dels cipriniformes que es troba des del Japó fins a Indonèsia.